# زمین هموار

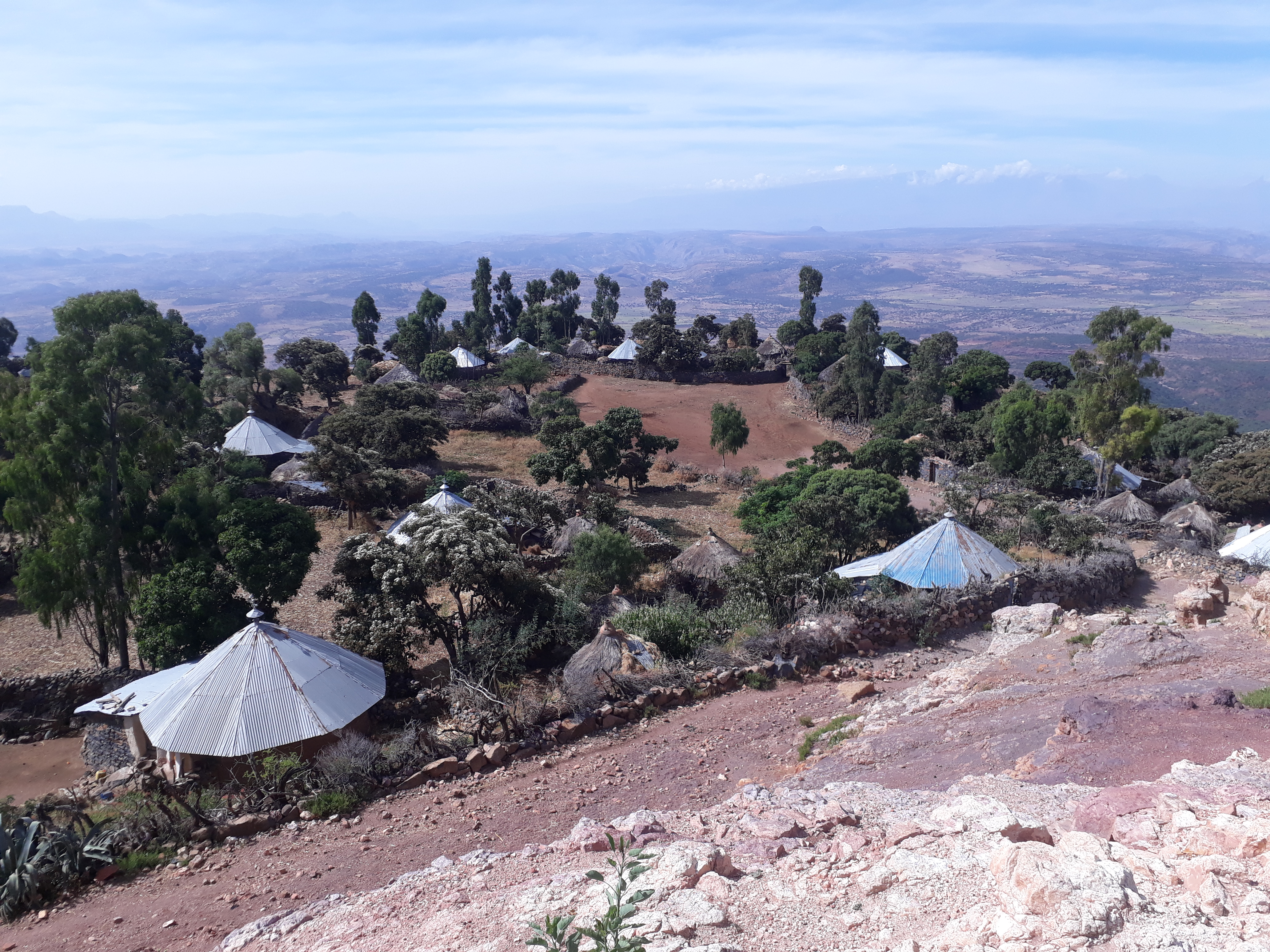
دهکده سانتارفا در اتیوپی بر روی یک زمین هموار ساختاری در امتداد یک دره به ارتفاع ۱۰۰۰ متر بنا شده‌است.

زمین هموار (به انگلیسی: Flat) یک سطح نسبتاً هموار از زمین در منطقه‌ای برجسته مانند تپه‌ها یا کوه‌ها است که معمولاً به صورت جمع (زمین‌های هموار) به کار می‌رود. همچنین این اصطلاح اغلب برای نام‌گذاری مکان‌هایی با چنین ویژگی‌هایی استفاده می‌شود، به عنوان مثال، آپارتمان یوکا یا آپارتمان هنینگر.
زمین‌های هموار (Flat) همچنین برای توصیف سایر مناطق جغرافیایی هموار مانند دشت‌های هموار گلی یا کفه نمکی استفاده می‌شود.